# Casiornis
Casiornis és un gènere d'ocells de la família dels tirànids (Tyrannidae).Les aus d'aquest gènere són dos tirànids predominantment rufos, mesurant al voltant de 18 cm de longitud, similars als del gènere Myiarchus, però més esvelts i menors , que habiten en boscos rasos.

## Taxonomia
Segons la Classificació del Congrés Ornitològic Internacional (versió 2.5, 2010) aquest gènere està format per dues espècies:
| Imatge | Nom comú               | Nom científic     | Distribució                                                                     |
| ------ | ---------------------- | ----------------- | ------------------------------------------------------------------------------- |
|        | Tirà rogenc occidental | Casiornis vermell | Argentina, Bolívia, centre central del Brasil, Paraguai i nord-est de l'Uruguai |
|        | Tirà rogenc oriental   | Casiornis fuscus  | nord-est del Brasil.                                                            |